# Salangana ostrovní
Salangana ostrovní (Aerodramus fuciphagus) je pták, který měří až 12 cm. Žije v jihovýchodní Asii a Indonésii. Má černohnědý hřbet a světle šedé břicho. Živí se drobným hmyzem. Salangy jsou druhově poměrně početnou skupinou drobných ptáků z řádu svišťounů. Mezi jejich nejbližší příbuzné patří například náš rorýs obecný, ale také američtí kolibříci. Tito ptáci žijí ve velkých koloniích, které jsou nejčastěji k nalezení v jeskyních. Osvojili si schopnost orientovat se prostřednictvím zvuku – echolokací. Používají vysokofrekvenčního ultrazvuku.
Zajímavostí je, že jejich hnízda jsou tvořena převážně slinami, které po ztuhnutí vytvoří tvrdou, šedobílou a průsvitnou hmotu. Z hnízd se vaří polévka, která je v čínské kuchyni pokládána za lahůdku, jsou jí také připisovány blahodárné zdravotní účinky. Kilogram (obsahuje okolo sta hnízd) se prodává ze více než dva tisíce dolarů. Nárůst populace a zvyšující se životní úroveň v asijských zemích znamená velkou poptávku po salanganích hnízdech, nekontrolovaný sběr hnízd už vedl k zániku řady kolonií. Ruční sběr hnízd u stropu jeskyní je velmi namáhavý a nebezpečný, proto se objevují pokusy o umělý odchov salangan. V Austrálii je dovoz hnízd zakázán z obavy před šířením ptačí chřipky. Má 8 poddruhů.